# Jacques Rohault
Jacques Rohault, né en 1618 (ou peut-être vers la fin de 1617) à Amiens et mort le 27 décembre 1672 à Paris, est un physicien français qui précisa et vulgarisa par des expériences remarquables la physique cartésienne et contribua au déclin de l'aristotélisme. 

## Biographie

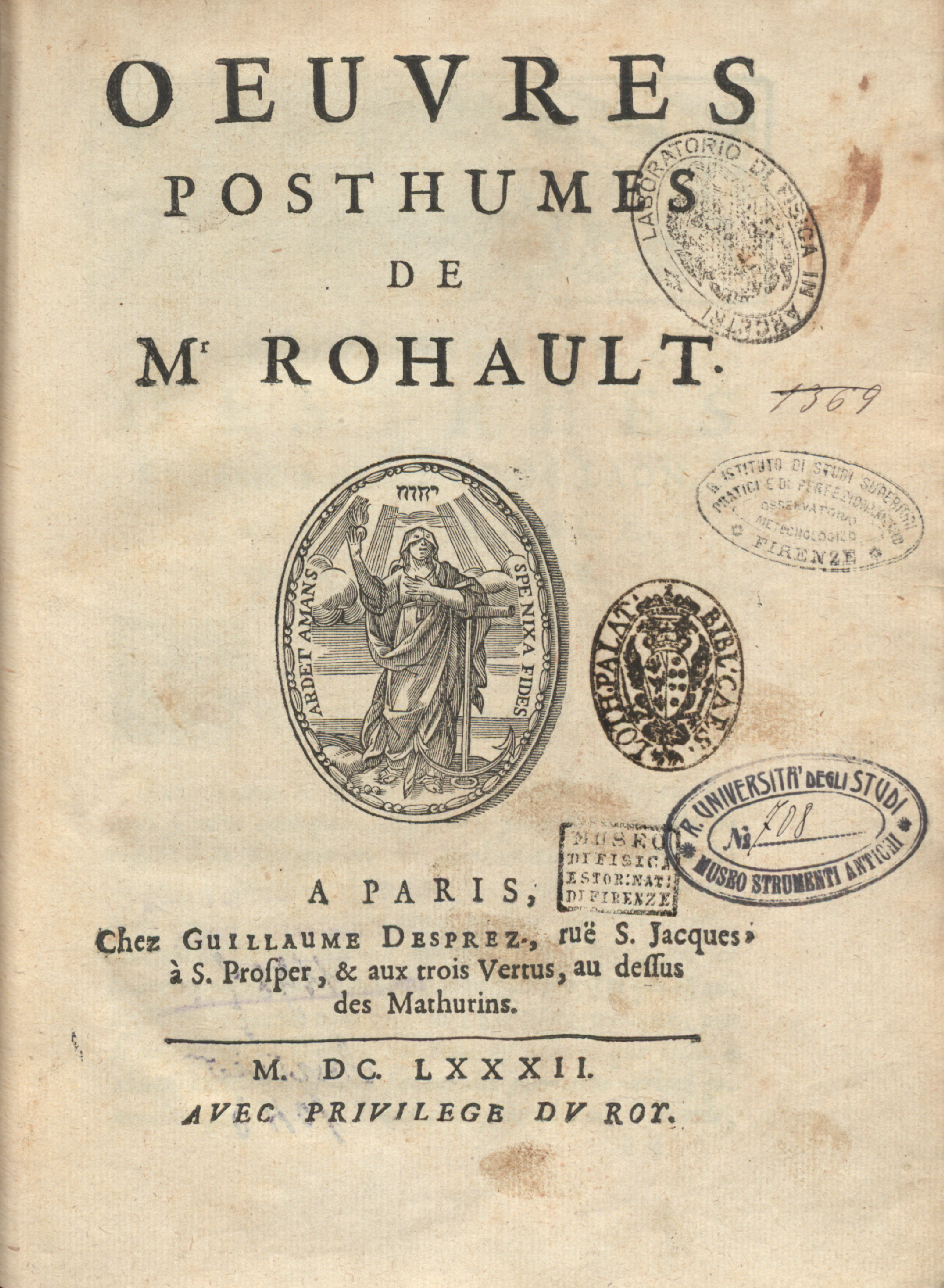
Œuvres posthumes, 1682

Jacques Rohault était le fils d'Ambroise Rohault, riche marchand de vin d'Amiens et marguillier de la paroisse Saint-Germain, et d'Antoinette de Ponthieu. Il fit des études classiques chez les jésuites et apprit la géométrie en autodidacte. Il s'établit professeur de mathématiques à Paris. Son enthousiasme et ses talents de vulgarisateur lui attirèrent une clientèle de plus en plus nombreuse : Claude Clerselier fut son élève ; Bossuet lui obtint la charge de professeur de mathématiques et de philosophie du Dauphin, et il enseignait les mathématiques aux princes de Conti. La matière de ces cours était :
- les six premiers livres d'Euclide
- l'arithmétique
- la trigonométrie et les triangles sphériques
- les mathématiques pratiques, c'est-à-dire la géodésie, l'arpentage et le jaugeage
- les fortifications
- les machines simples : treuil, levier, coin
- le dessin en perspective

Il étudia la philosophie à Paris, peut-être avec Clerselier, dont il épousa une fille, Geneviève, en 1663 après la mort de sa première femme, Nicole Filassier, et découvrit ainsi les idées de Descartes. Il était membre de l'académie de Montmor. En décembre 1656, déjà célèbre, il répéta à Notre-Dame en présence d'un public nombreux les expériences barométriques que Blaise Pascal avait faites à la tour Saint-Jacques.
Devant l'affluence à ses leçons, il organisa chez lui des séances publiques hebdomadaires, les « mercredis de Rohault », à partir de l'année suivante. Il s'agissait d'expériences commentées, souvent nouvelles et originales, où ses talents d'expérimentateur et d'homme de spectacle trouvaient à s'exprimer. Plusieurs témoignages montrent qu'il était familier du travail des métaux et du verre, et donc proche des savoirs d'artisan : il aimait certainement, dit Paul Mouy, « pénétrer les secrets de fabrication ». Parmi les expériences qu'il donnait au public, on trouve :
- inspirées par le Traité du Vuide de Blaise Pascal, des expériences originales montrant la pesanteur de l'air ;
- inspirées par les Météores de Descartes, des expériences sur la dispersion de la lumière ;
- des recherches personnelles sur des curiosités de l'époque : l'attraction des aimants, les larmes bataviques[2].

Ces expériences se déroulaient de la façon suivante : Rohault présentait les phénomènes de façon à susciter des explications contradictoires de la part du public. Puis, par des contre-expériences et un raisonnement, il amenait à sa propre conclusion. Malebranche témoigne : « Il n'y avait pas de sûreté à le pousser (...) car tout le monde sait avec quelle justesse et avec quelle force ce savant homme repoussait les coups qu'on voulait lui porter, et qu'avec deux ou trois paroles prononcées sans chaleur et sans mouvement, il abattait l'imagination de ceux qui, tout plein d'eux-mêmes, croyaient le couvrir de confusion »
Ces mercredis eurent un succès prodigieux : « il s'y trouvait des personnes de tout âge, de tout sexe et de toute condition ». Par Rohault, la physique cartésienne devint à la mode et faisait fureur dans les salons.
À partir de 1664, Rohault s'impose comme le chef de file de la science cartésienne. En 1667, ayant à organiser les festivités qui accompagnaient le retour en France des cendres de Descartes, il imagina, non sans habileté, de faire prononcer le second éloge du savant par le chanoine Foucher, demi-adversaire du cartésianisme.
Son travail fut distingué par Gottfried Wilhelm Leibniz comme le plus original parmi ceux des élèves et des continuateurs de René Descartes.

## Le Traité de physique (1671)
Cet ouvrage au succès exceptionnel se distingue des livres de physique antérieurs par la place donnée à l'expérimentation : les faits y précèdent les explications. Bien que les idées sous-jacentes soient pour l'essentiel tirées de la Dioptrique et des Météores de Descartes, Rohault a eu le souci d'expliquer des phénomènes nouveaux : la capillarité, le magnétisme.
Le livre comporte quatre parties :
- L'exposé des principes de la physique, tirés des idées cartésiennes sur l'étendue et le mouvement. Rohault en déduit les lois générales de l'hydrostatique, de l'optique, de la déformation des solides. Rohault développe une théorie du choc un peu différente de celle de Descartes.
- Une cosmographie, où Rohault, après avoir exposé les doctrines traditionnelles (Ptolémée, Tycho Brahe) prend parti pour le système de Copernic.
- Une physico-chimie des éléments terrestres  : terre, air et eau. Rohault y développe particulièrement une théorie de l'aimantation qui, écartant l'idée absurde d'action à distance, repose sur l'intervention d'une matière subtile composée de « particules vis » et de « particules écrous ».
- Une étude détaillée du mouvement des « corps animés », c'est-à-dire des principes du vivant. Rohault suit là encore généralement Descartes, mais préfère la théorie de Harvey pour la circulation du sang et le fonctionnement du muscle cardiaque.

Le Traité de Physique parut en traduction latine à Genève en 1674. À l'initiative de John Clarke, une autre traduction latine parut à Londres en 1702, qui connut cinq rééditions.
Par Rohault, la physique cartésienne se perpétua jusqu'en 1730 dans l'esprit mécaniste, plutôt que par la métaphysique.

## Les Entretiens sur la philosophie (1671)
Devant les attaques de l'Église contre les idées de Descartes (décret de la Congrégation de l'Index du 20 novembre 1663), Rohault, chef d'école du cartésianisme, défendit dans des Entretiens l'enseignement du maître sur deux points :
- la transsubstantiation ;
- l'âme des bêtes, où l'auteur retourne contre ses adversaires l'accusation de matérialisme.

L'ouvrage ne fit pas grand-chose pour la cause, et attira dès sa parution une série de calomnies contre Rohault, qui mourut peu après. Les autorités exigèrent de lui, dans ses derniers moments, une profession de foi catholique en bonne et due forme.

## Œuvres
- Physique nouvelle (1667), Texte édité par Sylvain Matton et présenté par Michel Blay, avec une étude de Xavier Kieft et une note d’Alain Niderst, Paris: SEHA — Milan: Arché,  2009.
- Traité de Physique, 1 vol. in-4°, éd. par Vve Savreux, Paris, 1671. Rééditions : 1672, 1675, 1682, 1705, 1723, 1730 par Denys Thierry, Paris.
- Entretiens sur la Philosophie, 1 vol. in-12°, Paris, 1672. Réédition avec notes par Pierre Clair, C.N.R.S., Paris, 1978.
- Œuvres posthumes de M. Rohault, 1 vol. in-4° avec préface de Clerselier, Paris, 1682.